# Yetla
Yetla es una localidad del estado mexicano de Guerrero. Es parte del municipio de Coyuca de Benítez.

## Toponimia
El nombre «Yetla» proviene de los términos en náhuatl: yetl, tabaco; tlan, lugar de abundancia. Su significado es «Lugar donde abunda el tabaco».

## Demografía
| Gráfica de evolución demográfica |
|                                  |

| Censo | Población |
| ----- | --------- |
| 1910  | 166       |
| 1921  | 65        |
| 1930  | 133       |
| 1940  | 344       |
| 1950  | 287       |
| 1960  | 466       |
| 1970  | 1 043     |
| 1980  | 979       |
| 1990  | 1 056     |
| 2000  | 1 293     |
| 2010  | 1 363     |
| 2020  | 1 318     |